# 貝斯平
貝斯平（英語：Bespin），是喬治·盧卡斯導演的著名科幻電影《星球大戰》中的一個虛構的氣體巨星。在《星球大战V：帝国反击战》中出現。
雲城藉由反重力裝置漂浮於雲層之中。

## 描述
在《帝國反擊戰》中，韓、莉亞等人正在逃離帝國的追捕，當時千年鷹號的超空間引擎仍未修復。韓突然想到了正在貝斯平擔任總督的舊時好友，藍道·卡利森，希望能幫助他修理引擎，於是前往在貝斯平的雲城，並由藍道親自接見。藍道在接見時相當友善，並答應維修千年鷹號。然而，藍道在帝國脅迫下，對韓等人設下圈套，韓、莉亞、丘巴卡和C-3PO被維達俘虜。按照約定，維達把韓交給了波巴·費特，並反悔了之前對藍道給予莉亞和丘巴卡自由的承諾。
原本就對帝國不滿的藍道，在受到維達欺騙後，下定決心要幫助反抗軍。他帶領自己的親信救下莉亞和秋巴卡，並引領他們找到千年鷹。預知到這事的盧克和R2來到雲城，踏入帝國設下的陷阱，最後他對上了黑武士，並與其進行一次光劍對決。在維達的攻勢下盧克被迫退到露臺上，更被砍斷右手，將盧克逼至絕境。維達開始引誘盧克加入原力黑暗面，並告訴他就是盧克的父親。無法認同的盧克深知自己不能加入、卻也無法抵抗黑暗面，因此絕望地跳下深淵，但幸運落在雲城下部的支架上。
在莉亞、丘巴卡和藍道已經駕駛千年鷹逃離雲城後，莉亞隱約聽到了盧克的呼喚，指示藍道返回拯救了盧克。

## 外部連結
- 星戰官網數據庫：貝斯平 （页面存档备份，存于）
- 星戰Wookieepedia：貝斯平 （页面存档备份，存于）